# Ciudad de Guatemala
Město Guatemala (španělsky: Ciudad de Guatemala, celým názvem La Nueva Guatemala de la Asunción) je hlavní město státu Guatemala a také největší město ve Střední Americe s výjimkou Mexika.

## Geografie
Město se nachází v údolí na jihu střední části země. Teploty se pohybují nejčastěji v rozmezí 10 až 25 °C.

## Dějiny
Na území města Guatemala dříve leželo mayské město Kaminaljuyu, staré přes 9000 let, dnes po něm zůstaly památky v jednom z nejcennějších archeologických nalezišť v Americe. Nachází se přímo u historického centra Guatemaly, část ho je ztracena pod budovami moderního města, než začalo být chráněno.
Za španělské kolonizace byla Guatemala malým městem. Klášter El Carmen tu byl založen v roce 1629. V roce 1775 bylo do Guatemaly přesunuto sídlo generálního kapitanátu Guatemala z Antigua Guatemala (Staré Guatemaly), zničené zemětřesením, což vedlo k velkému rozvoji města. V roce 1821 zde byla vyhlášena nezávislost Střední Ameriky na Španělsku a Guatemala byla hlavním městem Spojených středoamerických provincií.

## Současnost
Guatemala je ekonomickým, správním i kulturním střediskem země. Zdejší letiště La Aurora je hlavní vstupní branou do celého státu. Ve městě je množství galerií a muzeí (včetně několika sbírek předkolumbovského umění). Je zde deset univerzit, např. Univerzita Mariana Gálveze, Panamerická univerzita, Mesoamerická univerzita, Univerzita Rafaela Landivara a další. Jedinou veřejnou univerzitou je Universidad de San Carlos, třetí nejstarší na americkém kontinentě, založená už v roce 1676 (navazovala na Školu svatého Tomáše, existující již od roku 1562).
Problémem Guatemaly je nedostatečný systém veřejné dopravy. Situaci jen mírně vylepšily konstrukce dálnic a založení Městské dopravní policie PMT. Dosavadní projekty nebyly realizovány, až nejnovější Transmetro se uvádí do provozu, jde o systém jízdních pruhů vyhrazených pro velkokapacitní autobusy.
Město Guatemala je rozděleno do 25 administrativních zón, některé z nich vrostly do dřívějších předměstí. Souvislá městská zástavba plynule přechází z administrativních hranic Ciudad de Guatemala do přilehlých obcí (španělsky municipios), které společně vytváří rozlehlou městskou konurbaci. Celkový počet obyvatel této metropolitní oblasti přesahuje 4 miliony lidí, kromě samotné Guatemaly jsou největšími městy Mixco a Villa Nueva.
Historickým centrem je Zóna jedna, ležící ve středu města, v níž se nacházejí Palacio Nacional (Národní palác), Metropolitní katedrála, Národní kongres a Casa Presidencial, sídlo prezidenta. Zóna deset alias Zona Viva (tj. Živá zóna) je nejoblíbenější oblast pro zábavu a nakupování. Nachází se zde většina hotelů, restaurací a dalších podniků, ale také mnoho velvyslanectví. Díky tomu patří zároveň mezi zóny nejbezpečnější.
Město hostilo některé významné sportovní události. V roce 1950 bylo dějištěm VI. středoamerických a karibských her, v roce 2000 se tu hrálo mistrovství světa ve futsalu. V roce 2007 proběhlo v Guatemale 119. zasedání Mezinárodního olympijského výboru spojené s volbou pořadatele zimních olympijských her 2014.

## Slavní rodáci
- Miguel Ángel Asturias (1899–1974), guatemalský spisovatel a diplomat, nositel Nobelovy ceny za literaturu za rok 1967
- Otto Pérez Molina (* 1950), guatemalský politik, prezident Guatemaly v letech 2012–2015
- Oscar Isaac (* 1979), divadelní a filmový herec

## Partnerská města
- Madrid, Španělsko [1]
- La Paz, Bolívie
- Managua, Nikaragua
- San Juan, Portoriko
- San Salvador, Salvador
- Solapur, Indie
- Santa Cruz de Tenerife, Španělsko
- Kfar Saba, Izrael
- Tchaj-pej, Tchaj-wan [2]
- Trujillo, Peru
- San Pedro Sula, Honduras
- Bogotá, Kolumbie
- Ciudad de México, Mexiko
- Ciudad de Panamá, Panama

## Galerie

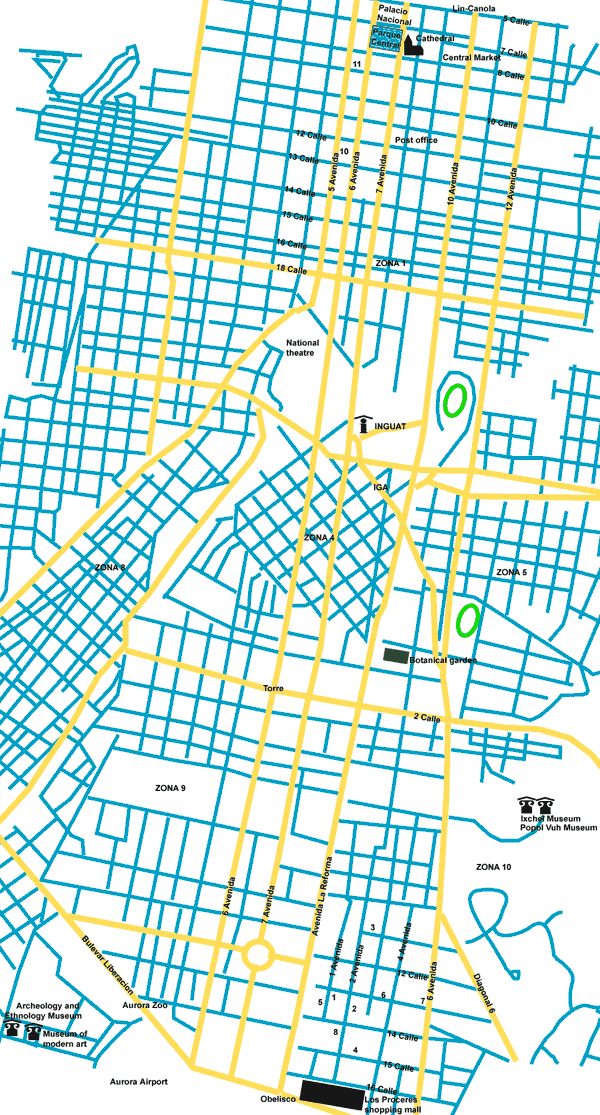
Mapa centra města
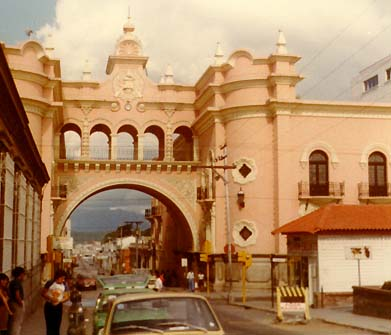
Budova Národní pošty
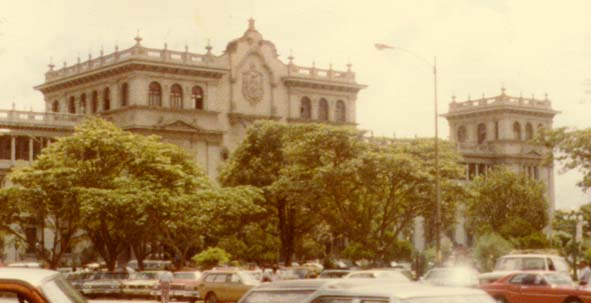
Palacio nacional v roce 1979
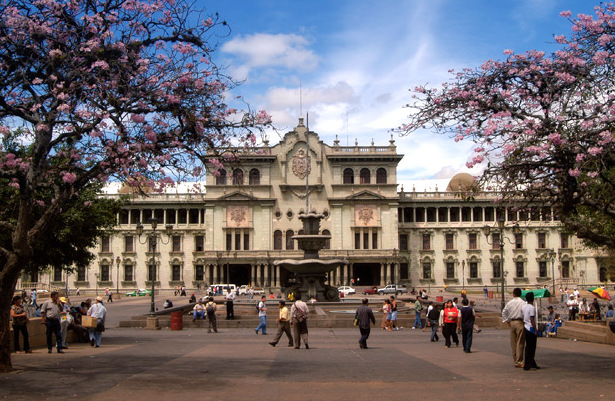
Palacio nacional, dnes Národní palác kultury
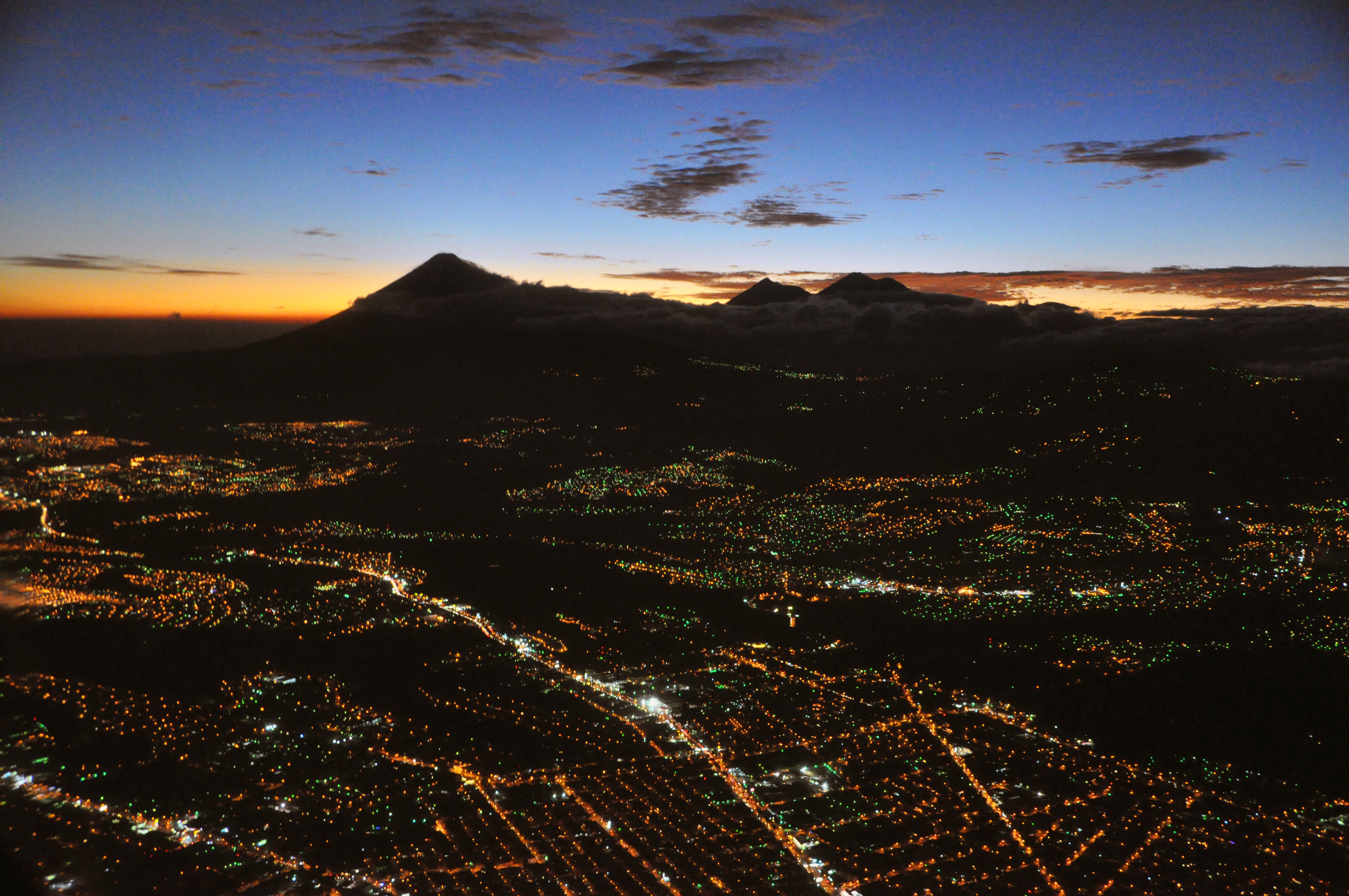
Letecký pohled na město v noci
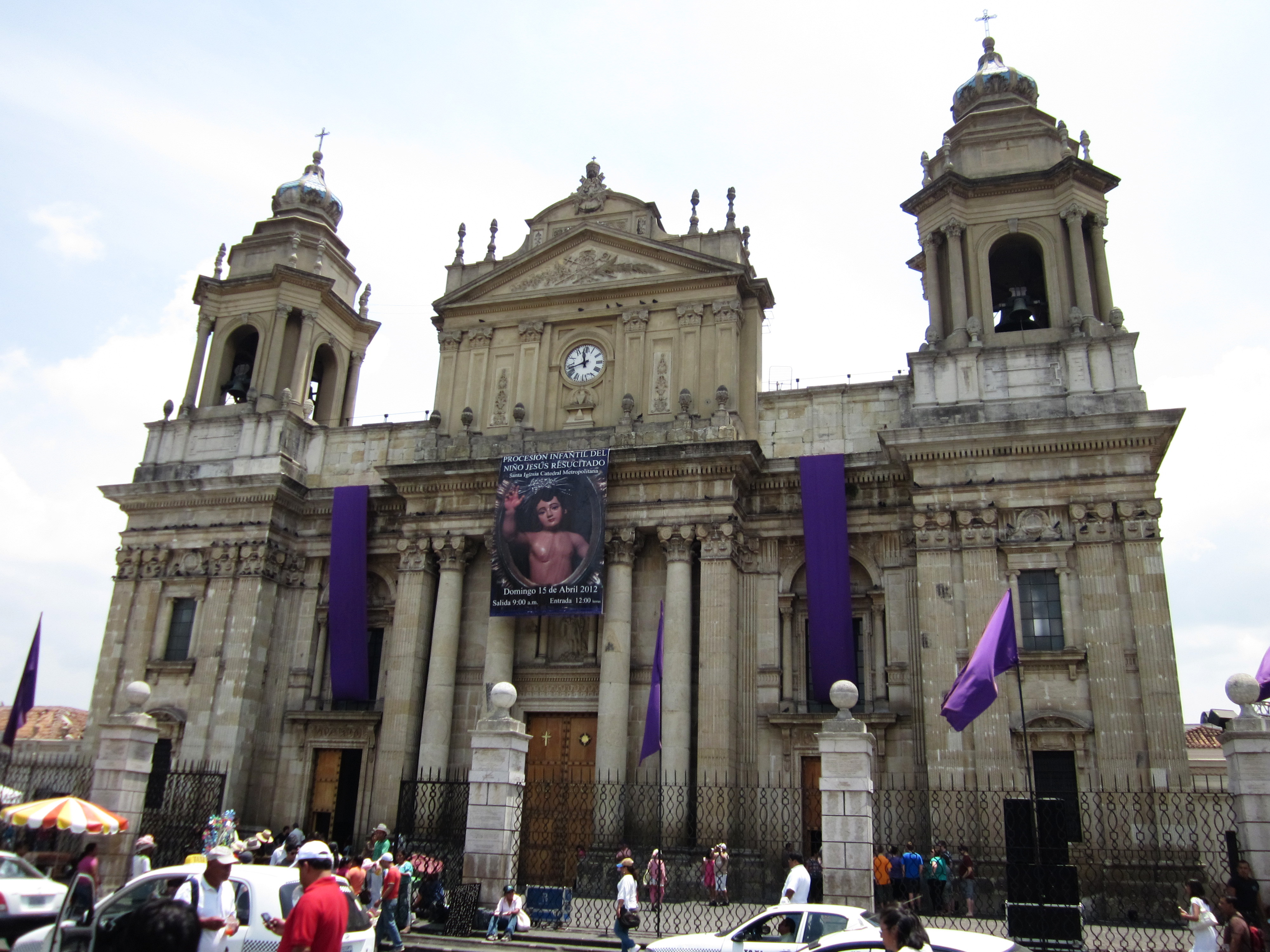
Metropolitní katedrála
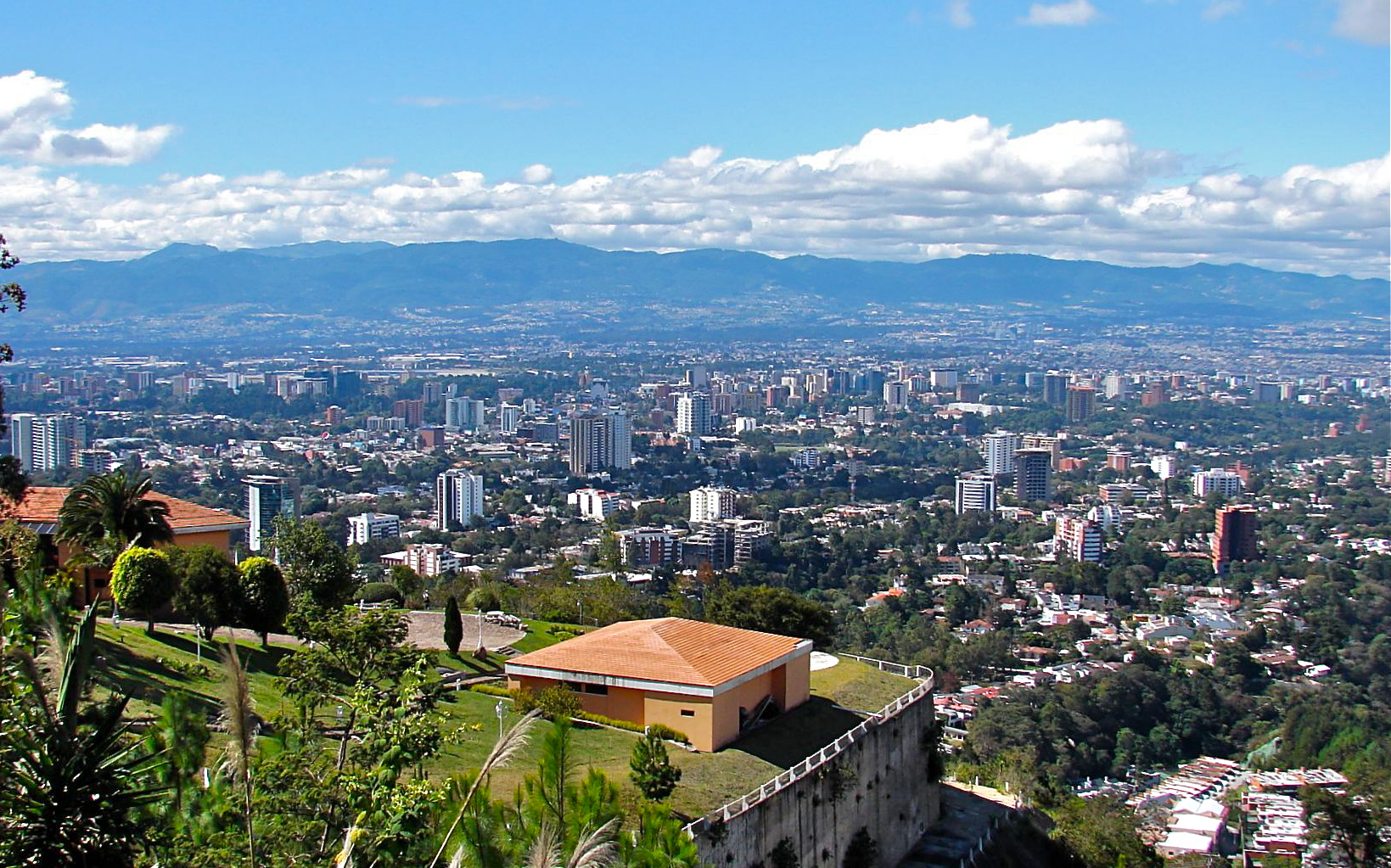
Město z El Miradoru
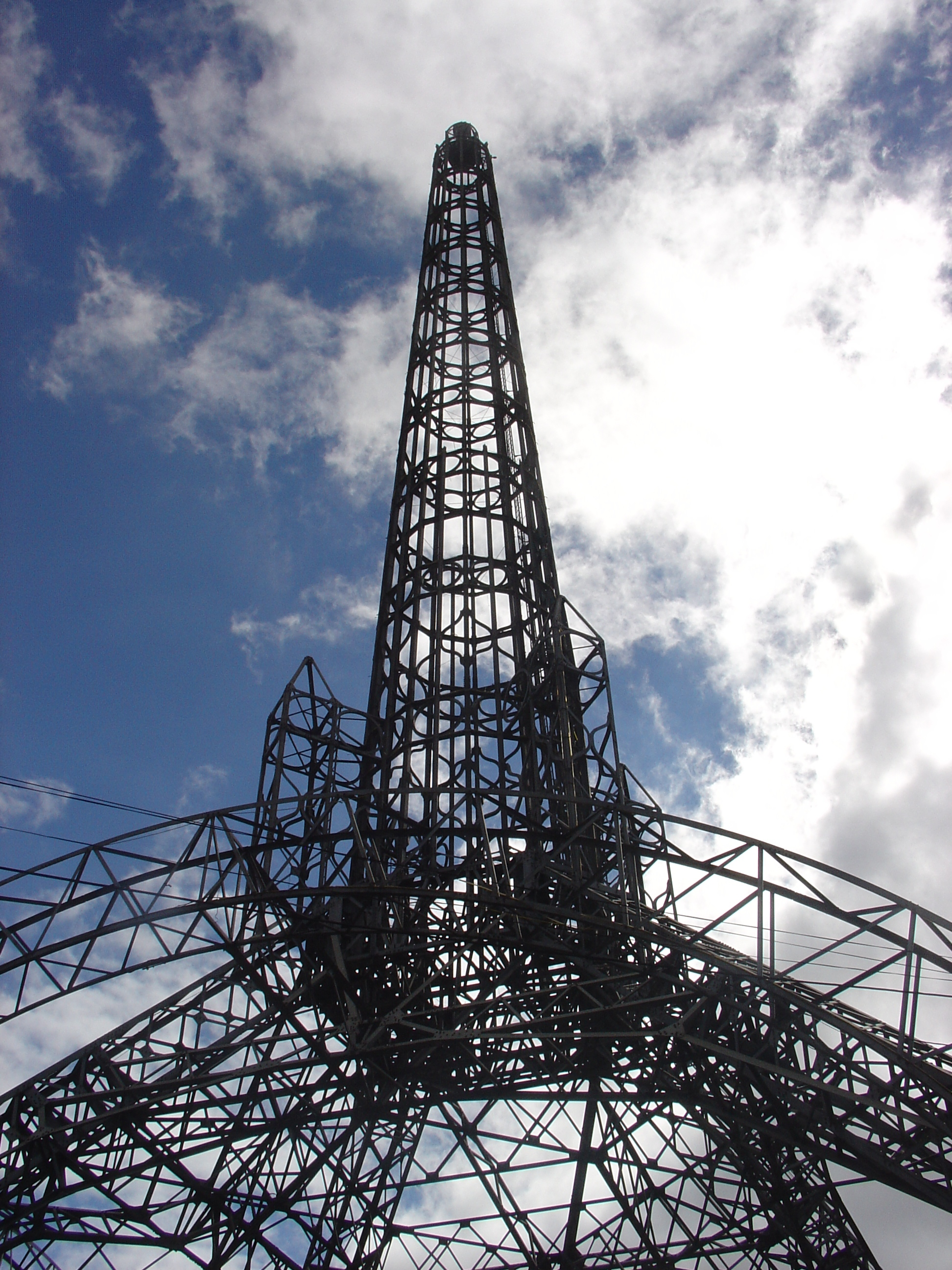
Torre del Reformador
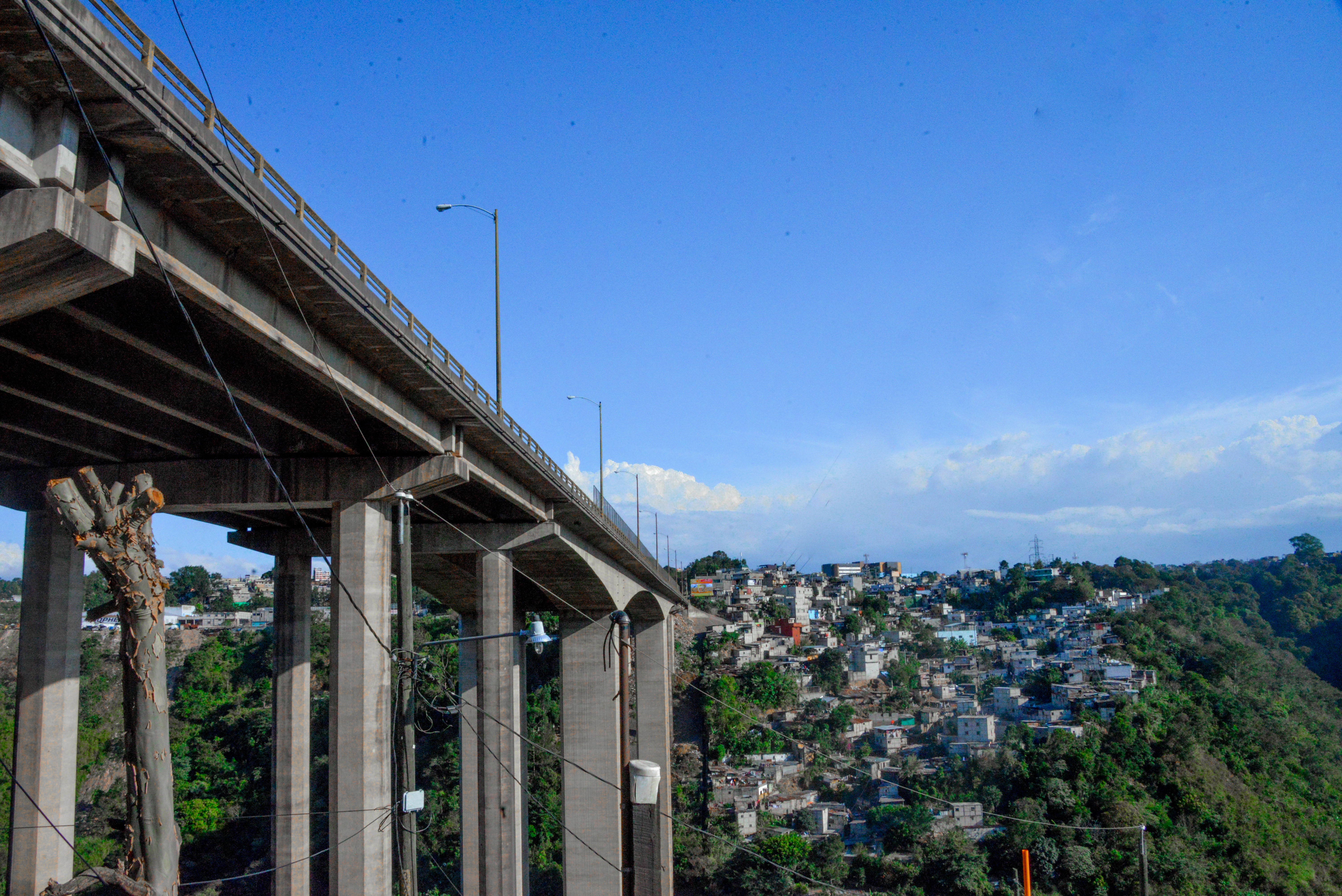
Most do zóny 1
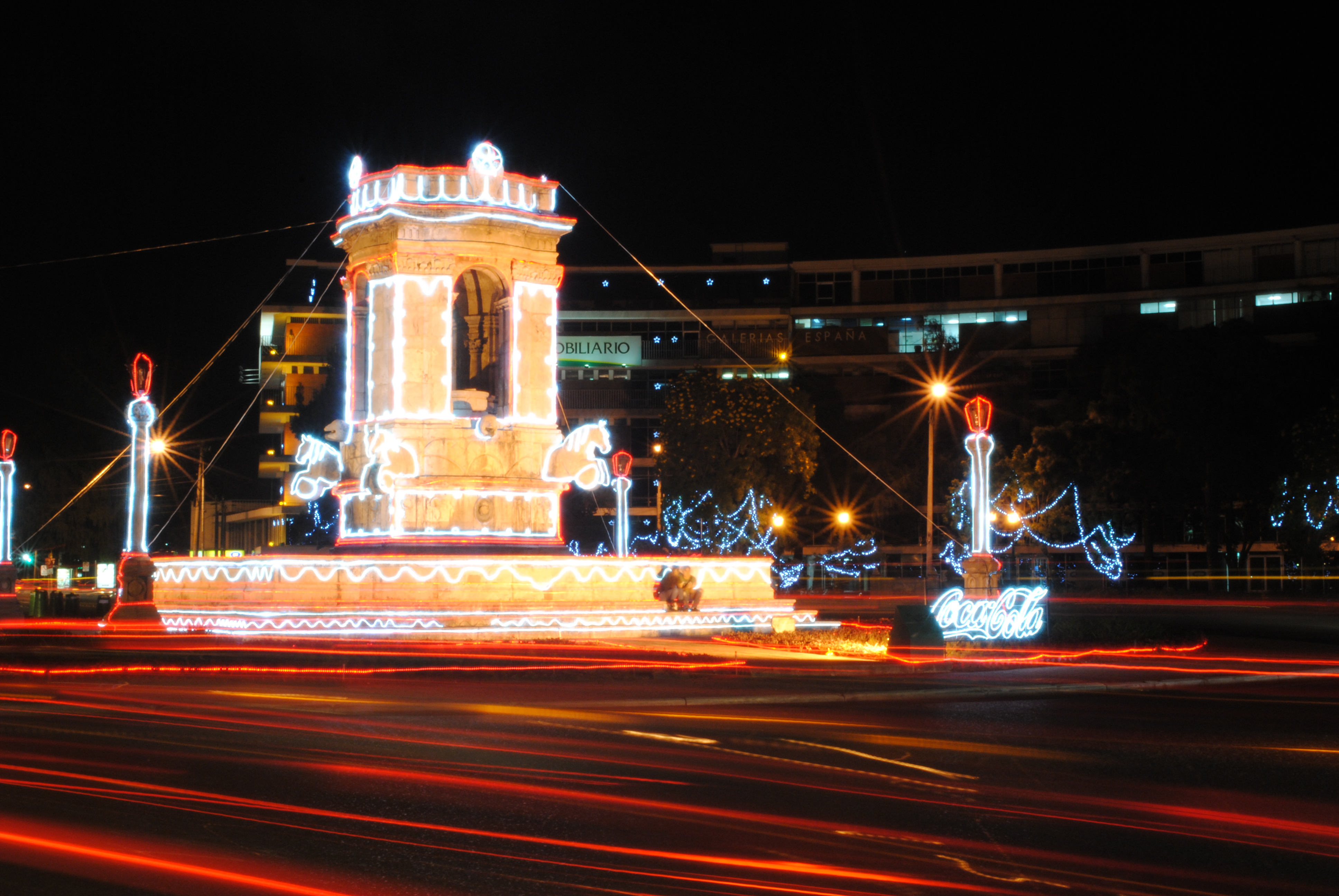
Plaza España
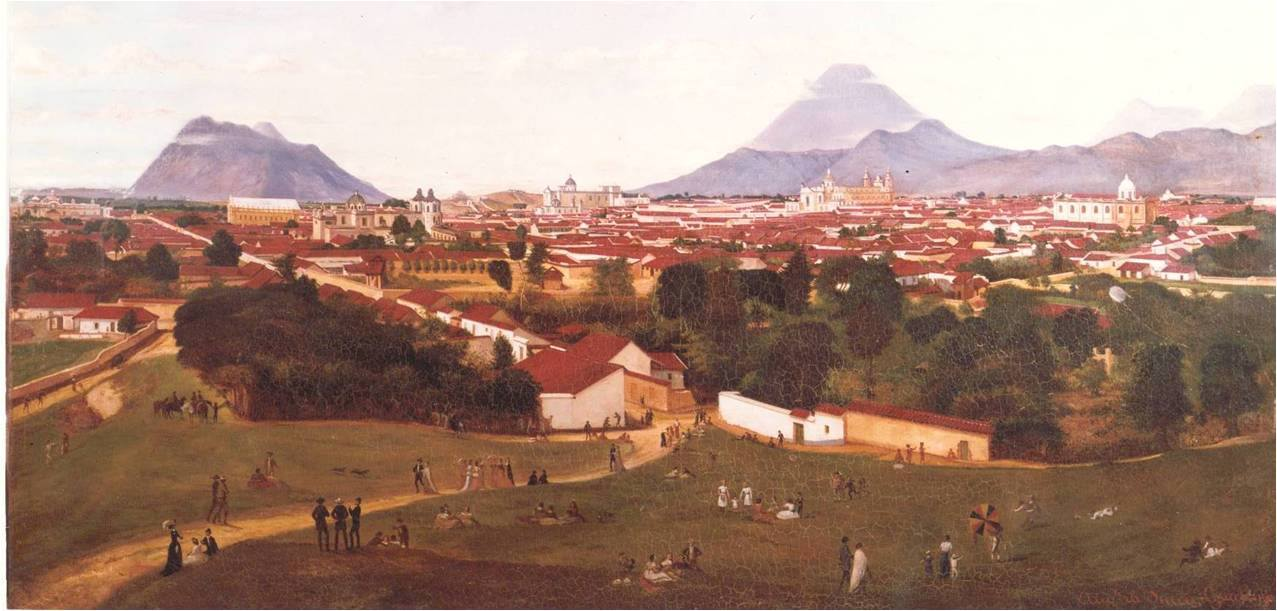
Obraz z roku 1870 od Augusta De Succy